# Khám phá

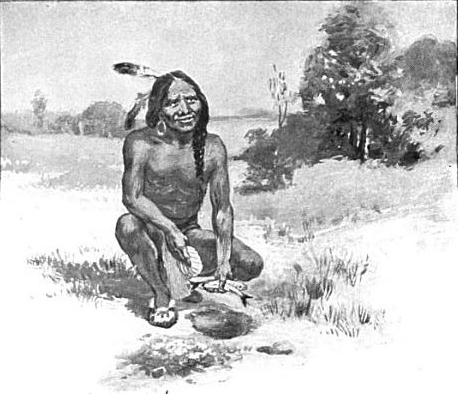
Squanto hay Tisquantum dạy thực dân Plymouth trồng ngô với cá.

Khám phá, phát hiện hay phát minh là việc tìm ra những gì tồn tại trong tự nhiên hoặc xã hội một cách khách quan mà trước đó chưa ai biết, nhờ đó làm thay đổi cơ bản nhận thức con người.
Theo tác giả Vũ Cao Đàm  thì phát hiện được áp dụng nhiều hơn cho việc tìm ra các vật thể hoặc quy luật xã hội, trong khi phát minh thường dùng cho việc tìm thấy các quy luật tự nhiên, những tính chất hoặc những hiện tượng của thế giới vật chất.

## Các đặc điểm
- Nhận ra vật thể, chất, trường hoặc quy luật vốn tồn tại;
- Có khả năng áp dụng để giải thích thế giới;
- Thường không trực tiếp áp dụng vào sản xuất và đời sống mà phải qua sáng chế; tuy nhiên một số kiến thức thu được từ các khám phá có thể ứng dụng ngay vào đời sống.
- Không có giá trị thương mại;
- Bảo hộ tác phẩm viết về phát minh theo các đạo luật về quyền tác giả, chứ không bảo hộ bản thân phát minh;
- Và luôn luôn tồn tại cùng lịch sử.

## Ví dụ

### Phát minh
- Isaac Newton phát minh định luật vạn vật hấp dẫn
- Dmitri Ivanovich Mendeleev phát minh bảng tuần hoàn các nguyên tố hóa học

### Phát hiện
- Robert Koch phát hiện vi trùng lao;
- Marie Curie phát hiện nguyên tố phóng xạ radi;
- Cristóvão Colombo phát hiện Châu Mỹ;
- Adam Smith phát hiện quy luật bàn tay vô hình của kinh tế thị trường;

## Bảng so sánh
| Khái niệm                               | Phát hiện                                                                  | Phát minh                                                                  | Sáng chế                                                                                    |
| --------------------------------------- | -------------------------------------------------------------------------- | -------------------------------------------------------------------------- | ------------------------------------------------------------------------------------------- |
| Bản chất                                | Nhận ra vật thể hoặc quy luật xã hội vốn tồn tại                           | Nhận ra quy luật tự nhiên vốn tồn tại                                      | Tạo ra phương tiện mới về nguyên lý kỹ thuật, chưa từng tồn tại                             |
| Khả năng áp dụng để giải thích thế giới | Có                                                                         | Có                                                                         | Không                                                                                       |
| Khả năng áp dụng vào sản xuất/đời sống  | Không trực tiếp mà phải qua các giải pháp vận dụng                         | Không trực tiếp, mà phải qua sáng chế                                      | Có thể trực tiếp hoặc phải qua thử nghiệm. Có thể cải tiến để đạt hiệu quả kinh tế cao hơn. |
| Giá trị thương mại                      | Không                                                                      | Không                                                                      | Mua bán patent và licence                                                                   |
| Bảo hộ pháp lý                          | Bảo hộ tác phẩm dựa theo phát hiện chứ không bảo hộ bản thân các phát hiện | Bảo hộ tác phẩm dựa theo phát minh chứ không bảo hộ bản thân các phát minh | Bảo hộ quyền sở hữu công nghiệp                                                             |
| Tồn tại cùng lịch sử                    | Tồn tại cùng lịch sử                                                       | Tồn tại cùng lịch sử                                                       | Tiêu vong theo sự tiến bộ công nghệ, hoặc biến dạng nhờ cải tiến.                           |